# Стеґни (Вармінсько-Мазурське воєводство)
Стеґни (пол. Stegny, нім. Steegen) — село в Польщі, у гміні Пасленк Ельблонзького повіту Вармінсько-Мазурського воєводства.
Населення — 342 особи (2011).
У 1975-1998 роках село належало до Ельблонзького воєводства.

## Демографія
Демографічна структура станом на 31 березня 2011 року:
|          | Загалом | Допрацездатний вік | Працездатний вік | Постпрацездатний вік |
| -------- | ------- | ------------------ | ---------------- | -------------------- |
| Чоловіки | 169     | 33                 | 119              | 17                   |
| Жінки    | 173     | 39                 | 101              | 33                   |
| Разом    | 342     | 72                 | 220              | 50                   |